# Унішкі-Ґумовські
Унішкі-Ґумовські (пол. Uniszki Gumowskie) — село в Польщі, у гміні Вечфня-Косьцельна Млавського повіту Мазовецького воєводства.
Населення — 153 особи (2011).
У 1975-1998 роках село належало до Цехановського воєводства.

## Демографія
Демографічна структура станом на 31 березня 2011 року:
|          | Загалом | Допрацездатний вік | Працездатний вік | Постпрацездатний вік |
| -------- | ------- | ------------------ | ---------------- | -------------------- |
| Чоловіки | 73      | 16                 | 50               | 7                    |
| Жінки    | 80      | 16                 | 44               | 20                   |
| Разом    | 153     | 32                 | 94               | 27                   |